# Amomum laoticum
Amomum laoticum là một loài thực vật có hoa trong họ Gừng. Loài này được François Gagnepain mô tả khoa học đầu tiên năm 1907.

## Phân bố
Loài này có ở Lào.